# 新町 (東京都府中市)
新町（しんまち）は、東京都府中市の地名。現行行政地名は新町一丁目から三丁目。郵便番号は183-0052（武蔵府中郵便局管区）。

## 地理
東京都府中市北部に位置する。北側に突出した形になっており、街区が国分寺市・小金井市との境界となる。

東から時計回りに府中市浅間町、府中市天神町、府中市幸町、府中市栄町、国分寺市東元町、小金井市小金井市貫井南町、小金井市前原町に隣接する。また、小金井市域に飛地が存在する（東京自治会館本館周辺）。

### 地価
住宅地の地価は、2016年（平成28年）1月1日の公示地価によれば、新町3丁目3番4の地点で25万6000円/m2となっている。

## 歴史
- 1889年（明治22年） - 町村制施行。府中市発足までは北多摩郡府中町および多磨村に属した。
- 1954年（昭和29年）4月1日 - 府中市成立により府中市の一部となる。
- 1960年（昭和35年） - 大字府中・是政の各一部から新町が成立[6]。
- 1969年（昭和44年）11月15日 - 都営住宅児童公園わきの路上で紙袋が爆発。付近にいた幼稚園児ら5人が負傷[7]。

## 世帯数と人口
2018年（平成30年）1月1日現在の世帯数と人口は以下の通りである。
| 丁目       | 世帯数    | 人口    |
| ---------- | --------- | ------- |
| 新町一丁目 | 1,776世帯 | 3,721人 |
| 新町二丁目 | 1,557世帯 | 3,626人 |
| 新町三丁目 | 1,001世帯 | 2,139人 |
| 計         | 4,334世帯 | 9,486人 |

## 小・中学校の学区
市立小・中学校に通う場合、学区は以下の通りとなる。
| 丁目       | 番地 | 小学校                 | 中学校                 |
| ---------- | --- | ---------------------- | ---------------------- |
| 新町一丁目 | 65番地の8、20〜24 66番地の2、10〜11 66番地の13、18 66番地の31〜33、36〜40 67番地の1、3〜11 67番地の14〜17、24 67番地の50〜53 73番地の4、7、12 | 府中市立府中第六小学校 | 府中市立府中第五中学校 |
| 新町一丁目 | その他 | 府中市立新町小学校     | 府中市立府中第五中学校 |
| 新町二丁目 | 19番地の2、8〜9 20〜25番地 26番地の1〜31、33〜57 29番地の4〜9、13 29番地の16〜19 48番地の10、14                                               | 府中市立新町小学校     | 府中市立府中第五中学校 |
| 新町二丁目 | その他 | 府中市立府中第六小学校 | 府中市立府中第五中学校 |
| 新町三丁目 | 全域 | 府中市立新町小学校     | 府中市立府中第五中学校 |

## 交通

### 鉄道
鉄道空白地帯となり町域内に鉄道駅はない。
| バス移動により利用可能な駅                                                                                             |
| --- |
| JR中央線 - 武蔵小金井駅(JC 15) JR中央線 西武国分寺線(SK01) 西武多摩湖線(ST01) - 国分寺駅(JC 16) 京王線 - 府中駅(KO 20) |

### バス
- 京王電鉄バス府中営業所

…が周辺の路線バスを運行している。

### 道路
- 東京都道14号新宿国立線（東八道路）
- いちょう通 - 新町一丁目東丁字路から南下して東京都道15号府中清瀬線（小金井街道）に合流し、国道20号（甲州街道）小金井街道交叉点に至る。

## 施設
- 府中市立新町小学校
- 府中市立府中第五中学校
- 府中警察署第五中学校前交番
- 東京法務局府中支局
- 関東医療少年院
- 東京自治会館
- 新町文化センター・府中市立新町図書館